# Свитинці
Сви́тинці — село в Україні, у Погребищенській міській громаді Вінницького району Вінницької області. Населення становить 253 особи.

## Географія
На південному сході від села річка Безіменна впадає у Самець, ліву притоку Росі.

## Історія
Під час Другої світової війни село було окуповано фашистськими військами у другій половині липня 1941 року. Червоною армією село було зайняте 30 грудня 1943 року.
12 червня 2020 року, відповідно до розпорядження Кабінету Міністрів України № 707-р «Про визначення адміністративних центрів та затвердження територій територіальних громад Вінницької області», увійшло до складу Погребищенської міської громади.
17 липня 2020 року, в результаті адміністративно-територіальної реформи та ліквідації Погребищенського району, село увійшло до складу Вінницького району.

## Населення
За даними перепису 2001 року кількість наявного населення села становила 258 осіб, із них 99,60 % зазначили рідною мову українську, 0,40 % — російську.
| Рік            | ~1890 | 1989 | 2001 |
| -------------- | ----- | ---- | ---- |
| Кількість осіб | 673   | 316  | 258  |